# Siniša Marković
Siniša Marković (* 22. August 1988) ist ein österreichischer Fußballspieler.

## Karriere
Marković begann seine Karriere in der AKA Linz. 2006 wechselte er zu den Amateuren des LASK Linz in die Landesliga. 2009 wechselte er zum SV Grün-Weiß Micheldorf. 2010 zog es ihn zum SV Traun. 2011 ging er zum ASKÖ Donau Linz. Nachdem er für die Linzer in 51 Spielen in der OÖ Liga 24 Mal getroffen hatte, wechselte er im Sommer 2013 zum Regionalligisten SV Wallern. Im August 2013 gab er in der Regionalliga gegen den SK Vorwärts Steyr sein Debüt. In der Saison 2013/14 konnte er in 30 Spielen neun Tore erzielen. In seiner zweiten Saison konnte er seine Leistungen nochmals steigern und in 28 Spielen 14 Mal einnetzen. Im Sommer 2015 wechselte er zum Ligakonkurrenten FC Blau-Weiß Linz. Mit den Linzern konnte er 2015/16 Meister der Regionalliga Mitte werden und somit in den Profifußball aufsteigen. Sein Debüt in der zweiten Liga gab er am ersten Spieltag der Saison 2016/17 gegen die WSG Wattens.
Im Jänner 2018 wechselte er zum Landesligisten ASKÖ Oedt und genau ein Jahr später, in der Winterpause 2018/19, zum WSC Hertha Wels in die Regionalliga Mitte. Im Sommer 2020 schloss er sich wieder dem SV Wallern an und wechselte nach zwei Jahren innerhalb der Liga zur Union Edelweiß Linz.